# Аполонија (име)
Аполонија је словенски облик грчког женског имена, које је настало по богу Аполону. Варијанта је енглеског и немачког имена Apollonia.

## Имендани
Имендани се славе у Летонији и Литванији 9. фебруара.

## Популарност
У Словенији је ово име 2007. било на 294. месту по популарности.